# جان سایمز
جان سایمز (انگلیسی: John Symes; ۱۱ ژانویهٔ ۱۸۷۹ – ۲۱ سپتامبر ۱۹۴۲) بازیکن کریکت اهل بریتانیا بود.